# Evald Allard
Nils Gustav Evald Allard, född 7 maj 1901 i Herrljunga församling, Älvsborgs län, död 12 juni 1961 i Oscars församling, Stockholms stad, var en svensk fotbollsspelare.
Allard började sin idrottsbana som brottare innan gick över till fotbollen och spel i AIK. Han spelade totalt två allsvenska matcher för klubben. Debuten kom den 18 april 1927 i en 2–1-hemmavinst över IFK Norrköping.